# Biochimica applicata
La biochimica applicata (insegnamento universitario) rappresenta il braccio operativo della biochimica. La biochimica applicata studia i fondamenti teorici, descrive le implementazioni strumentali e insegna le tecniche esecutive delle molteplici attività di laboratorio biomedico. La disciplina studia le tecniche di preparazione dei campioni biologici (tecniche di estrazione, separazione, frazionamento cellulare ecc.) e della loro successiva analisi (con metodi colorimetrici, cromatografici, elettroforetici, immunochimici, biomolecolari ecc.) - essa spazia quindi dalla biochimica alla chimica, immunochimica, microbiologia, biologia molecolare e fisica.
La biochimica applicata ebbe il suo enorme sviluppo nella seconda metà del XX secolo, quando le conoscenze permisero lo sviluppo di tecniche e strumentazioni molto potenti, accurate e con ottima riproducibilità della misura. In tal modo questo settore della biochimica andò via via assumendo un'ampia gamma di concetti e conoscenze fino a raggiungere una progressiva autonomia.

Oggigiorno la biochimica applicata è sempre molto più sensibile a problematiche di diagnostica medica di laboratorio e in tale campo è in grado di offrire un ottimo contributo.
I principali argomenti trattati, approcciati dal punto di vista pratico, riguardano:
- la purificazione delle proteine;
- lo studio strutturale e funzionale delle proteine con l'utilizzo di metodiche chimiche o tecniche fisiche o chimico-fisiche;
- metodiche separative e/o analitiche applicate in campo biochimico (ad esempio, cromatografia, elettroforesi, centrifugazione, spettroscopia, metodi radiochimici);
- applicazioni pratiche di immunochimica;
- studi su colture cellulari;
- purificazione degli acidi nucleici ed ingegneria genetica.